# Bulbophyllum umbellatum
Bulbophyllum umbellatum (Lindl., 1830) è una pianta della famiglia delle Orchidacee, originaria dell'Asia sud-orientale.

## Descrizione
B. umbellatum è un'orchidea di piccole dimensioni, spesso minime, con crescita epifita. Presenta pseudobulbi distanziati 1 o 2 centimetri, di forma da ovoidale a largamente conica, rugosi, avvolti alla base da una guaina fibrosa, portanti al loro apice un'unica foglia picciolata, coriacea, di forma strettamente ellittica ad apice acuto.
La fioritura avviene in primavera, mediante una infiorescenza basale, sottile, lunga mediamente 20 centimetri, portante da 5 a 8 fiori riuniti in un'ombrella. I fiori sono grandi da 2 a 4 centimetri, profumati, bianchi maculati di rosso, e presentano sepali caratteristici: quello mediano è di forma ovale ad apice acuto, mentre i 2 laterali sono più allungati e rivolti verso il basso. I petali sono più piccoli dei sepali e il labello è sacciforme.

## Distribuzione e habitat
La specie è originaria dell'Asia sud-orientale, in particolare della catena dell'Himalaya, dello stato indiano di Assam e di Nepal, Bhutan, Myanmar, Thailandia, Cina meridionale e Vietnam.
Cresce epifita su alberi di foreste miste di conifere, spesso su alberi nani, nodosi e ricoperti di muschio, a quote comprese tra 1000 e 2200 metri sul livello del mare.

## Tassonomia
Sono note le seguenti varietà:
- Bulbophyllum umbellatum var. fuscescens (Hook.f.) P.K.Sarkar, 1984
- Bulbophyllum umbellatum var. umbellatum

## Coltivazione
Questa pianta richiede in coltivazione esposizione a mezz'ombra, temperature calde tutto l'anno, all'epoca della fioritura occorre aumentare la temperatura e somministrare acqua.